# 9 × 39 мм
Патрон 9×39 мм — ряд специальных патронов, включающий модификации СП-5, СП-6, ПАБ-9, СПП, БП. Первоначально ряд включал в себя только основную модификацию СП-5 и бронебойную СП-6, позже был разработан более дешёвый вариант ПАБ-9. Патроны этих модификаций используются в ВСС «Винторез», АС «Вал», АК-9, ВСК-94, СР-3 «Вихрь», ОЦ-14 «Гроза», АМБ-17 и др.

## История разработки
В ходе разработки бесшумного снайперского комплекса для подразделений специального назначения конструкторам ЦНИИточмаш пришлось столкнуться с противоречивостью требований. Использование боеприпасов с дозвуковой скоростью полёта пули вместе с глушителем должно было обеспечить выполнение требований по бесшумности, так как исключался звук от баллистической волны, однако это противоречило требованиям по точности и пробивной способности, поскольку с уменьшением скорости полёта пули падает и её поражающее действие, а также ухудшается настильность траектории. Первоначально предполагалось использовать в комплексе патрон 7,62 УС (индекс ГРАУ — 57-Н-231У), применявшийся в бесшумных комплексах на базе автомата Калашникова. В результате расчётов и экспериментов было установлено, что он, хотя и обеспечивает должный уровень пробивного действия, а также удовлетворяет требованиям по бесшумности, не подходит для применения в снайперском комплексе из-за низкой кучности. Также велись исследования возможности использования снайперского патрона 7Н1 (7,62×54 мм R), обладавшего на тот момент лучшей кучностью из отечественных патронов. В ходе изысканий был создан новый патрон, состоящий из пули патрона 7Н1 и гильзы пистолетного патрона 7,62×25 мм ТТ. Он удовлетворял требованиям ТТЗ по кучности, но не обеспечивал необходимого уровня убойного действия (сказалась форма пули, предназначенной для сверхзвукового полёта). Третий вариант заключался в создании патрона с запиранием пороховых газов в гильзе. Дальше баллистических расчётов он не пошёл из-за того, что для удовлетворения требованиям по кучности/пробивной способности патрон должен был иметь длину 85 мм и массу 50 г, что противоречило требованиям по компактности и лёгкости оружия.
В результате конструктором Н. В. Забелиным и технологом Л. С. Дворяниновой на базе гильзы патрона 5,45×39 мм был разработан 7,62-мм патрон РГ037 с дозвуковой скоростью полёта пули, выполненной по схеме пули патрона 7Н1, но изменённой с учётом требований внешней баллистики для пуль с дозвуковой скоростью полёта. Общая длина патрона составляла 46 мм, масса — 16 г, масса пули — 10,6 г, срединное отклонение (R50) на дальности 100 м составляло 4 см, а на дальности 400 м — 16,5 см
Винтовка РГ036 под этот патрон удовлетворяла требованиям ТТЗ, однако в связи с принятием более жёсткого в плане бронепробиваемости ТТЗ на бесшумный автомат конструкторский коллектив ЦНИИ Точмаш пришёл к выводу о нецелесообразности дальнейших работ с патроном РГ037. В середине 1980-х Забелин и Дворянинова разработали 9-мм снайперский патрон СП-5 на базе гильзы патрона 7,62×39 мм, а конструктор Ю. З. Фролов и технолог Е. С. Корнилова — патрон СП-6 с большим пробивным действием.

## Достоинства и недостатки
Как и все боеприпасы, патрон 9×39 мм имеет свои достоинства и недостатки:
| Достоинства | Недостатки |
| --- | --- |
| Большое останавливающее действие пули. Тяжелая пуля патрона 9×39 мм имеет ярко выраженное останавливающее действие. | Меньшая убойная сила по сравнению с подобными автоматными патронами 7.62х39, 5.45х39 и 5.56х45 из-за невысокой начальной скорости пули и относительно небольшой энергии (700 дж против 1400-2000 дж у вышеперечисленных патронов). |
| Высокая пробиваемость.                                                                                              | Траектория пули крутая. |
| Тихий звук выстрела.                                                                                                | После 400 метров эффективность резко снижается, особенно заметно для снайперского оружия. |

## Номенклатура боеприпасов
| Oбозначение | Mасса пули, грамм | Начальная скорость, м/с | Начальная энергия пули, Дж | Примечания |
| ----------- | ----------------- | ----------------------- | -------------------------- | --- |
| СП5         | 16,0              | 290-310                 | 600-700                    | Разработан в 1984 году, принят на вооружение в 1987 году. ЦНИИТОЧМАШ                                                                        |
| СПП (7Н9)   | 15,7              | 305-315                 | 650-700                    | Специальная версия СП5 разработанная ТПЗ. Сердечник головки изготовлен из высокоуглеродистой стали марки У12А для повышенной пробиваемости. |
| СП6         | 16,2              | 285-295                 | 700-800                    | 9-мм патрон с пулей с сердечником из стали У12А.                                                                                            |
| БП (7Н12)   | 15,5              | 395-400                 | 650-700                    | |
| ПАБ9        | 17,0              | 395-400                 | 600-700                    | Патрон Автоматный Бронебойный. Более дешёвая модификация СП6, разработанная для использования в 9А-91 и ВСК-94.                             |
| СП6УЧ       | ?                 | ?                       | ?                          | |
| 9х39 ПСО    | 15,5              | 310-320                 | 650-700                    | Патрон спортивно-охотничий. |

### СП-5
Снайперский патрон для винтовки ВСС — изготовлен с высокой точностью, имеет пулю массой 16 грамм со стальным сердечником. При стрельбе из винтовки ВСК-94 имеет начальную скорость 279 м/с. Обеспечивает поражение целей, защищённых бронежилетами 1-2 уровня защиты.

### СП-6
Бронебойная модификация патрона. Представляет собой патрон с полуоболоченной пулей с сердечником из высокоуглеродистой стали У12А. Масса пули составляет 16,2 грамма. Траектория пули несколько более пологая, нежели у СП-5 — при стрельбе на предельные дистанции требуется корректировка прицела. Позволяет уверенно поражать цели, защищённые бронежилетами до 2-3 класса защиты включительно на дистанции до 300-400 метров, пробитие 7-8 мм мягкой конструкционной стали марки Ст3 на дистанции 100 метров.

### ПАБ-9
Патрон был разработан как более дешёвая модификация СП-6. Масса пули несколько выше и составляет 17 граммов. Имеет несколько менее крутую траекторию, нежели базовый патрон. После разработки широко рекламировался, однако серийные закупки были ограничены лишь несколькими партиями. В настоящее время запрещены к использованию из-за более высокого давления в стволе как ВСС, так и ВАЛа, что снижает ресурс оружия примерно на 3000 выстрелов.

### СПП

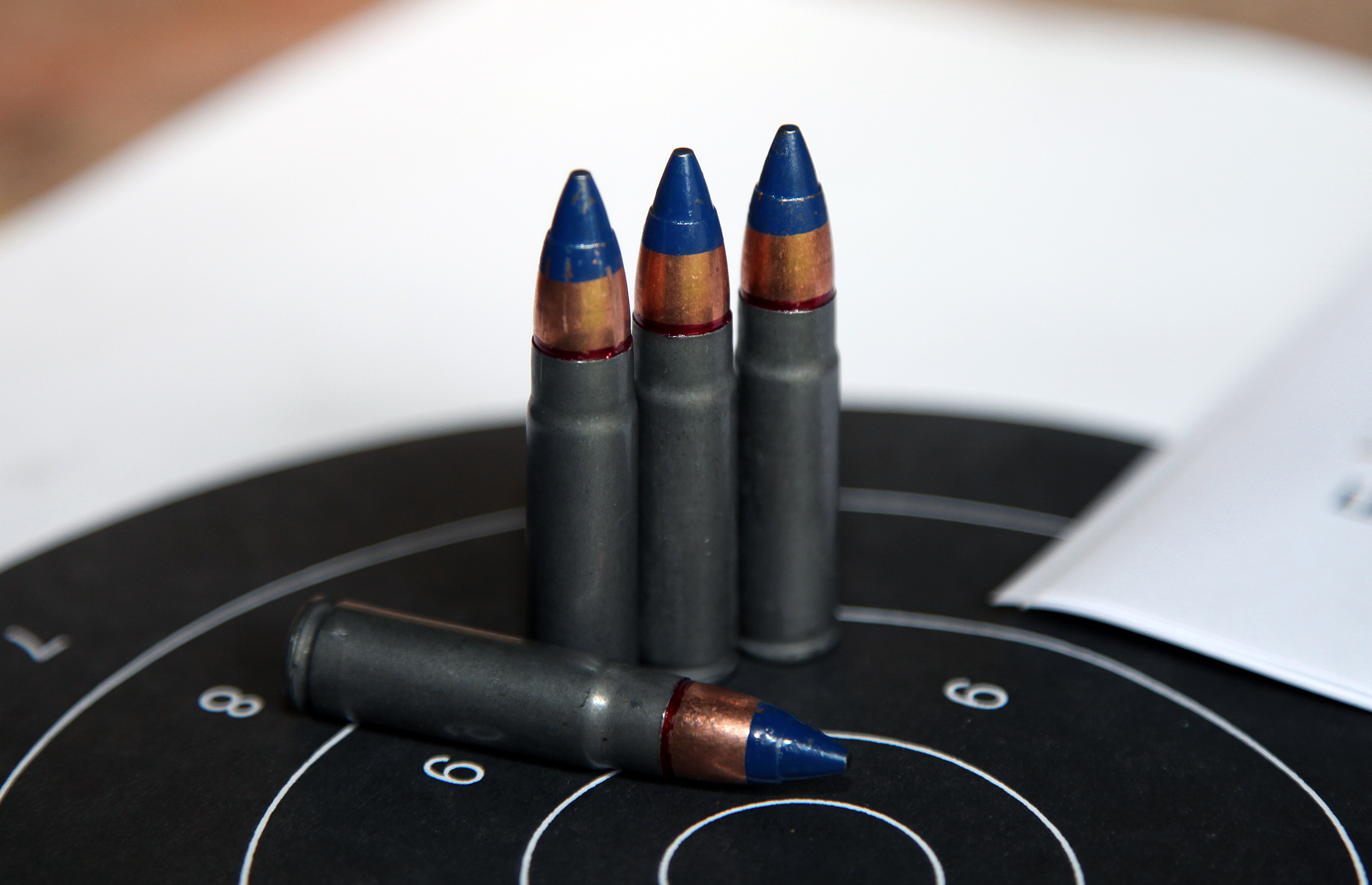
Патроны 7Н9

Специальная версия СП-5 производства ТПЗ. Сердечник головки изготовлен из высокоуглеродистой стали марки У12А, это увеличивает пробивное действие. Вершинка пули окрашена в синий цвет.

### БП
Патрон БП (7Н12) основан на СП-6.
В июне 2003г. на ТПЗ были проведены испытания нового 9×39 патрона с бронебойной пулей. Новый патрон 7Н12 позволил повысить бронепробиваемость пули на 10% и улучшить кучность стрельбы на 25% (даже по сравнению с СП-5). В процессе трёхдневных стрельб (по 2000 выстрелов в день) не было получено ни одной задержки.
После этого испытания Государственная комиссия рекомендовала патрон 7Н12 для принятия на снабжение ВС РФ.

### 9х39 Спортивно-охотничий
В 2012 году Климовский патронный завод начал выпуск спортивно-охотничьих патронов калибром 9х39 мм. Масса пули составляет 18 грамм. Начальная скорость пули 330 м/с.

## Изображения

Основные виды патронов калибра 9х39
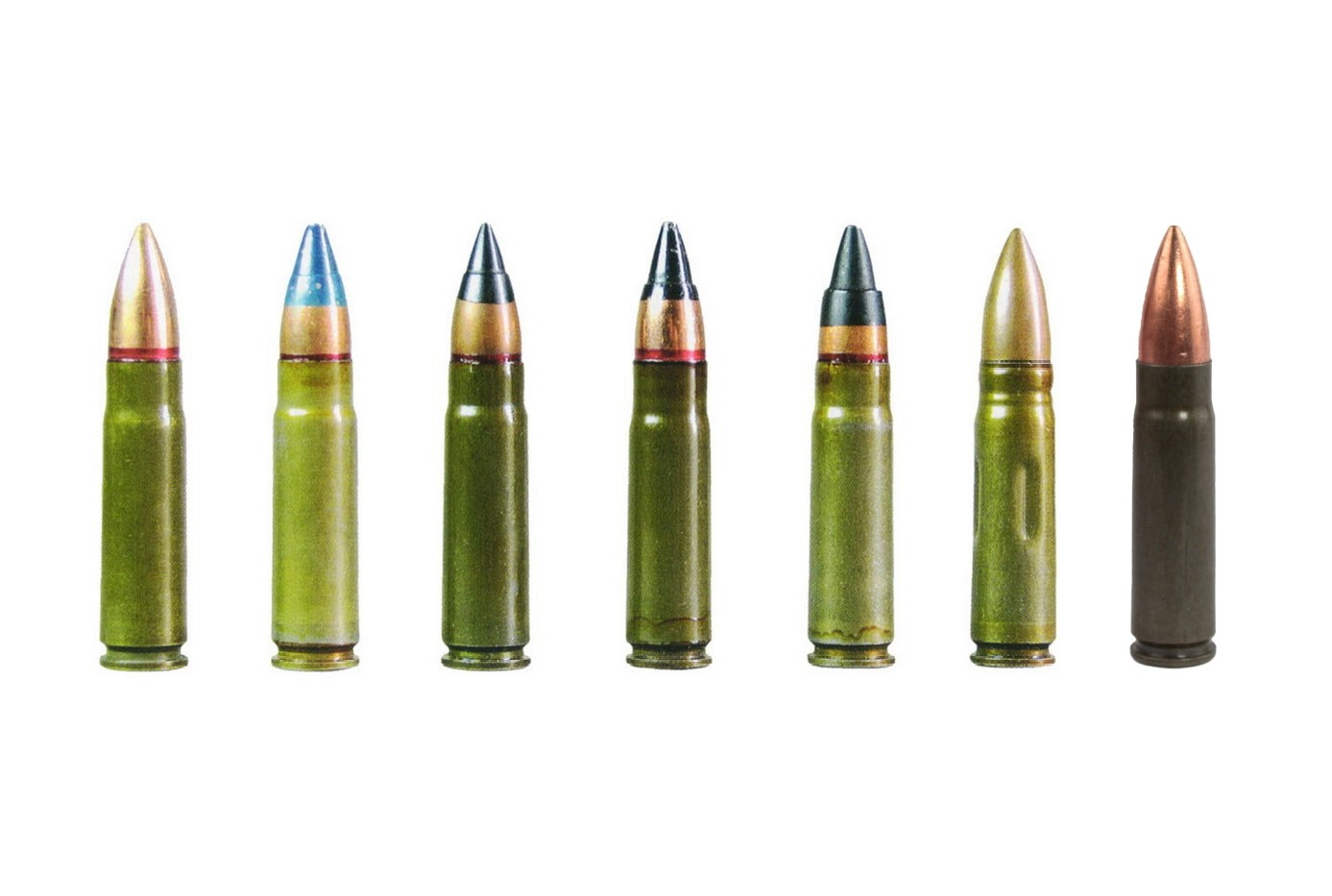
СП5, СПП (7Н9), СП6, БП (7Н12), ПАБ9, СП6УЧ, ПСО

## Оружие, использующее патрон
- 9А-91
- АК-9
- АС «Вал»
- ВСК-94
- ВСС «Винторез»
- ОЦ-12 «Тисс»
- ОЦ-14 «Гроза»
- СР-3 «Вихрь»
- АМБ-17

## Производители
- Климовский специализированный патронный завод[1]